# Pont Napoléon (Moissac)
Pour les articles homonymes, voir Pont Napoléon.
Le pont Napoléon ou pont Marie-Thérèse est un pont routier, qui enjambe le Tarn à Moissac dans le Tarn-et-Garonne, en Occitanie (France).

## Géographie
Le pont Napoléon franchi le Tarn 3,5 km avant sa confluence avec la Garonne, à la sortie de Moissac sur la route départementale D 813 (ancienne route nationale 113) en direction de Castelsarrasin.

## Caractéristiques
Le pont est composé de 9 arches de 20,75 mètres et a été construit en brique et pierre de taille pour un coût de 500 000 francs.
Une conduite de gaz l'emprunte.

## Histoire
Il fut inauguré par Louis-Napoléon Bonaparte le 6 octobre 1852.